# Thomas J. Hagerty
El reverendo Thomas J. Hagerty (circa 1862-?) fue un sacerdote católico de los Estados Unidos de Nuevo México, uno de los miembros fundadores de la Industrial Workers of the World (IWW).

## Biografía
Hagerty había sido marxista antes de ordenarse sacerdote en 1892 y estaba muy influenciado por el anarcosindicalismo. Su vinculación formal con la iglesia terminó cuando fue suspendido por su arzobispo por alentar a la revuelta a los mineros de Colorado durante su viaje a la región minera en 1903, aunque él continuó considerándose a sí mismo como un sacerdote. Poco después se convirtió en el editor del periódico de la American Labor Union, denominado Voice of Labor.
Se cree que Hagerty fue el autor del Preambulo de la IWW, y colaboró en la redacción del texto del Industrial Union Manifesto y delineó la primera carta de la organización industrial, que fue apodada por Samuel Gompers, "La rueda de la fortuna del Padre Hagerty".
Hagerty apoyaba la acción directa, oponiéndose a la acción política de los partidos socialistas, a los que había apodado burlonamente los "slow-cialists" (trad: lento-cialistas). Durante la convención de la IWW dijo en su discurso:

Las urnas de votación son una simple concesión capitalista. Poniéndole pedacitos de papel en una ranura de una caja nunca se avanzó en la liberación de la clase trabajadora, y en mi opinión, así nunca pasará.